# Sierra del Sueve

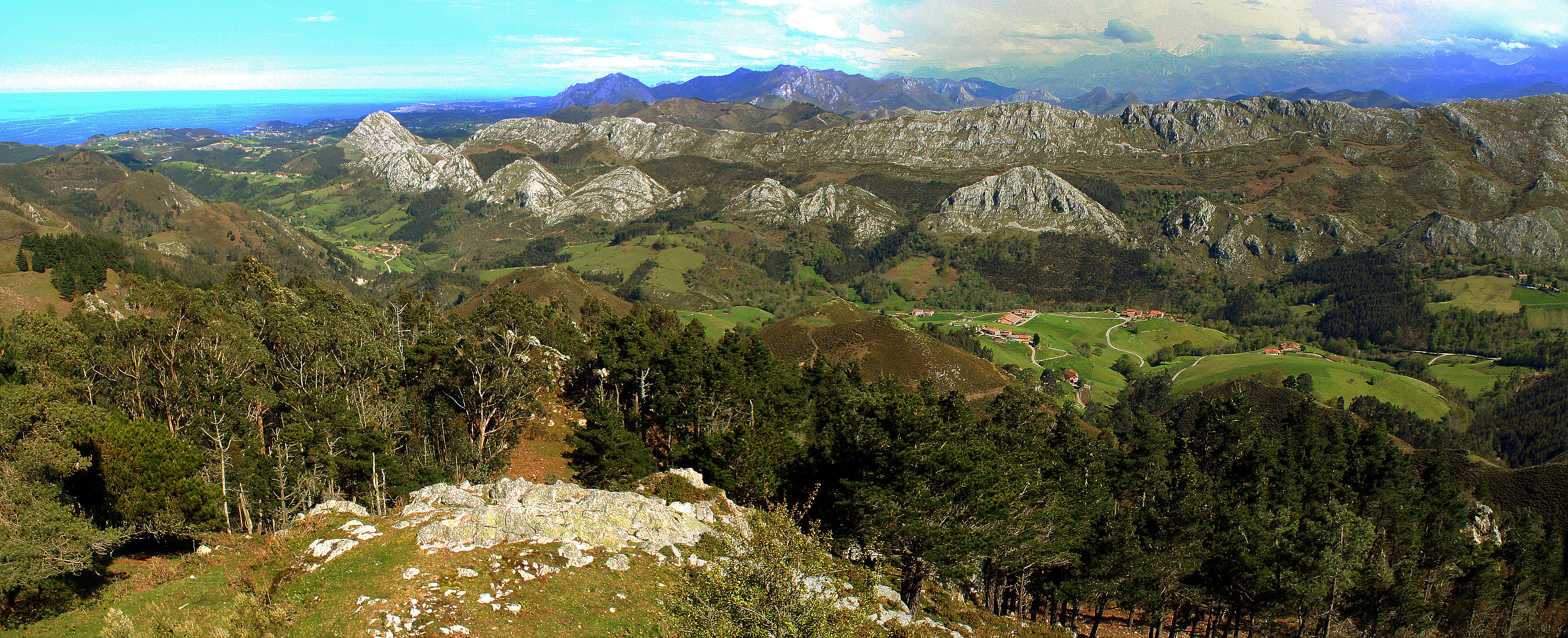
Panorámica desde el Mirador de El Fito.

La sierra litoral del Sueve tiene una superficie de 8112 ha repartidas por los concejos asturianos de Colunga, Caravia, Ribadesella, Parres y Piloña. Se trata de dos sierras contiguas, la del Sueve cuyo pico más alto es el pico Pienzu (1161 m), y la del Fito con el pico del mismo nombre como más alto, el cual tiene un mirador del que se puede ver una amplia zona tanto de costa como de interior y en cuya carretera de acceso se celebra todos los años la prueba automovilística de Subida Internacional al Fito.
La vegetación representativa son los hayedos y los bosques de tejo; la fauna representativa son el gamo, ciervo, zorro y jabalí; aves rapaces como el alimoche y quebrantahuesos. También hay vacas casinas y caballos, en especial, los caballos típicos del área son los asturcones.
El Plan de Ordenación de los Recursos Naturales de Asturias (PORNA, Decreto 38/94) estableció en 1994, como integrante de la Red Regional de Espacios Naturales Protegidos (RRENP), el Paisaje Protegido de la Sierra del Sueve. Está figura no ha sido desarrollada y no cuenta con Instrumento de Gestión siendo de aplicación genérica lo dispuesto en la legislación ambiental, en un área delimitada de 81,12 km² perteneciente a los ya mencionados concejos de Colunga, Caravia, Ribadesella, Parres y Piloña.
El 4 de abril de 2007 se inauguró el Centro de Interpretación de la Sierra del Sueve, situado en la localidad de Gobiendes en el Concejo de Colunga, en la cara norte de la sierra. El Centro es propiedad del Ayuntamiento de Colunga

## Toponimia
El nombre de la sierra del Sueve no está del todo claro. Existen referencias a la presencia en la zona norte de la Península de pueblos germanos que dominaban esta franja de terreno, como era el caso de los Suevos. Según esta referencia, el uso por parte de los Suevos del Pico Pienzo como punto de vigilancia de todo el contorno, habría hecho que la Sierra adoptase el nombre de este pueblo, pasando a llamarse Sierra del Sueve. Pero estudios más serios y actuales remiten a un origen puramente romano, tal y como dice Xosé Lluis García Arias: 
"El culto a Júpiter, el dios de dioses romano, está suficientemente atestiguado en Asturias en las inscripciones en piedra (cf. 268 p. 29). Los restos toponímicos detectados se refieren casi siempre a lugares elevados, sin duda por tratarse de sitios de veneración de tal divinidad; éste es el caso además del ya citado PETRA IOVIS > Piedraxueves, documentado “Petralobis” (DCO p. 101 a. 951), sin duda lapsus por *Petraiobis.
También el de Monte Sueve, o Xueve, entre Colunga y Piloña que, en nuestra opinión, no guarda relación alguna con asentamientos suevos, pero sí con un posible MONTEM IOVII ‘monte de Júpiter’ (p. 540) 

## Geología
La sierra del Sueve es una formación montañosa relativamente joven, surge hace unos 35 millones de años durante la Orogenia Alpina, proceso de formación de las montañas durante el cual aparecieron la mayoría de las cordilleras que vemos en la Tierra en la actualidad.
Pero una cosa es la edad de la Sierra y otra diferente la edad de los materiales que la forman. El Sueve está formado por materiales del Ordovícico por un lado y del Carbonífero por otro. Entre ambos existe una laguna estratigráfica. Durante el Ordovícico se depositaron en los mares de la zona materiales que dieron lugar a las pizarras y areniscas que hoy en día nos encontramos, y que forman la práctica totalidad de la Sierra del Fito, la extensión de los que los antiguos llamaban Puerto Sueve entre la majada del Bustaco y la playa de Vega.
Las pizarras han desaparecido en gran parte debido a que son arrastradas por el agua con mucha facilidad siendo así los primeros materiales que vamos a echar en falta y que dan lugar así a las mayores vaguadas de esta zona. Estas pizarras pueden verse todavía en algunos puntos como es el caso de la subida que hay entre la majada del Bustaco y la fuente de Mergullines, en la margen derecha del camino.
La parte alta de la sierra del Sueve, el gran bloque que forma los mayores relieves de estas montañas lo constituye la Caliza de Montaña. Estas calizas que se formaron en el período Carbonífero, se subdividen en Formación Barcaliente y Formación Valdeteja, con distintos espesores y presencia de fósiles diferente también.
La presencia continua del agua en la Sierra unida a la de la caliza hacen que la parte alta de la Sierra del Sueve constituya un karst en el que podemos encontrarnos dolinas, simas, cuevas, lapiaces,...

## Geografía
La sierra del Sueve se extiende en dirección NE-SO, partiendo casi desde el nivel del mar hasta los 1161 m de altura del pico Pienzu, según las últimas mediciones y cartografía del Instituto Geográfico Nacional (IGN). Este desnivel ha de salvarse en menos de 4 km en línea recta desde la costa hasta lo alto de este pico. Esto convierte al Sueve en una magnífica atalaya de la costa cantábrica, así como de gran parte del interior centro-oriental de Asturias y de las montañas de los Picos de Europa, la zona de Ponga, Redes, hasta la sierra del Aramo más allá de Oviedo, donde se encuentra el ya mítico Angliru.
El Sueve es una sierra de fuertes pendientes con una zona superior más o menos llana, rota por innumerables depresiones del terreno, cortes, pozos y picos, fruto del proceso de cartificación. Esto hace que caminar por la parte alta sea en algunas ocasiones complicado ya que en ocasiones el terreno impide avanzar entre las dolinas en buenas condiciones, como en la zona de los Vasos, en la cara norte del pico Mirueñu, de gran belleza paisajística pero compleja de caminar debido a lo quebrado del terreno y a la gran cantidad de roca que hay que atravesar.
La Sierra tiene solamente entradas a pie habiendo unas pocas pistas de tierra pero de uso exclusivamente ganadero o maderero. Por estas pistas puede accederse a pie y las maneras más fáciles de hacerlo son desde el Alto de la Llama, que lleva hasta la majada de Espineres, en la zona suroccidental de la Sierra, donde cada año se celebra la fiesta del Asturcón, y por el Mirador del Fito, en la ruta clásica que nos lleva al pico Pienzu, por el PR-AS 71.
El hecho de que el agua "se coma" la roca hace que no pare mucho en ella y por lo tanto el Sueve tenga pocas fuentes de buena calidad, además de que la gran cantidad de animales que existe en la Sierra no hagan en muchas ocasiones recomendable el beber de algunas de ellas por lo que se recomienda siempre llevar consigo.

## Los ríos
El hecho de que el gran bloque de la Sierra del Sueve sea roca caliza, y por lo tanto un karst, hace que los ríos de la sierra del Sueve nazcan a poca altitud y su cercanía al mar los convierte en ríos cortos cuyo caudal varía bastante con la época del año.
En la cara norte de la Sierra son de destacar el río Libardón, que nace algo más arriba del pueblo de Libardón y muere en la playa de la Griega, y el río de La Espasa, que muere en la playa de la Espasa del mismo nombre, naciendo en las fuentes del Espasa.
En la cara sur es de destacar el río Sardea, que nace por encima del pueblo del mismo nombre, en la cueva de Güeyuríu, y que desagua en el río Piloña, que discurre en paralelo por la cara sur del Sueve.